# Altberg (Zürich)
Der Altberg ist ein Hügelzug im Kanton Zürich, Schweiz. Er erhebt sich zwischen dem Limmattal im Süden und dem Furttal im Norden. Seine Höhe beträgt bis zu 631 m ü. M.

## Geschichte
Er gehörte zum Einzugsgebiet des Dörfchens vom Alemannen Tano, dem späteren Dänikon. Tano kam mit seinen Leuten erst viel später in die Gegend, als fast alle Südhänge von anderen Gruppen schon besetzt waren. Deshalb musste er sich mit dem Gelände nördlich des Altbergs begnügen. Dort war immerhin Wiesen- und Ackerland vorhanden. Die Bauern benutzten das Dreizelgensystem. Sie waren im Grossgrundbesitz von Geistlichen, Adligen und Bürgerlichen. Besitzer waren vor allem die Klöster von Einsiedeln und Wettingen, ebenfalls die Freiherren von Regensberg.
Bereits Ende des 19. Jahrhunderts wurde auf dem Altberg gewirtet. Ebenfalls befand sich ein vierstöckiger Aussichtsturm auf dem Grat.
Am 10. Juli 2010 wurde der 30 Meter hohe Aussichtsturm Altberg eingeweiht, welcher 660'000 Schweizer Franken kostete.

## Bilder

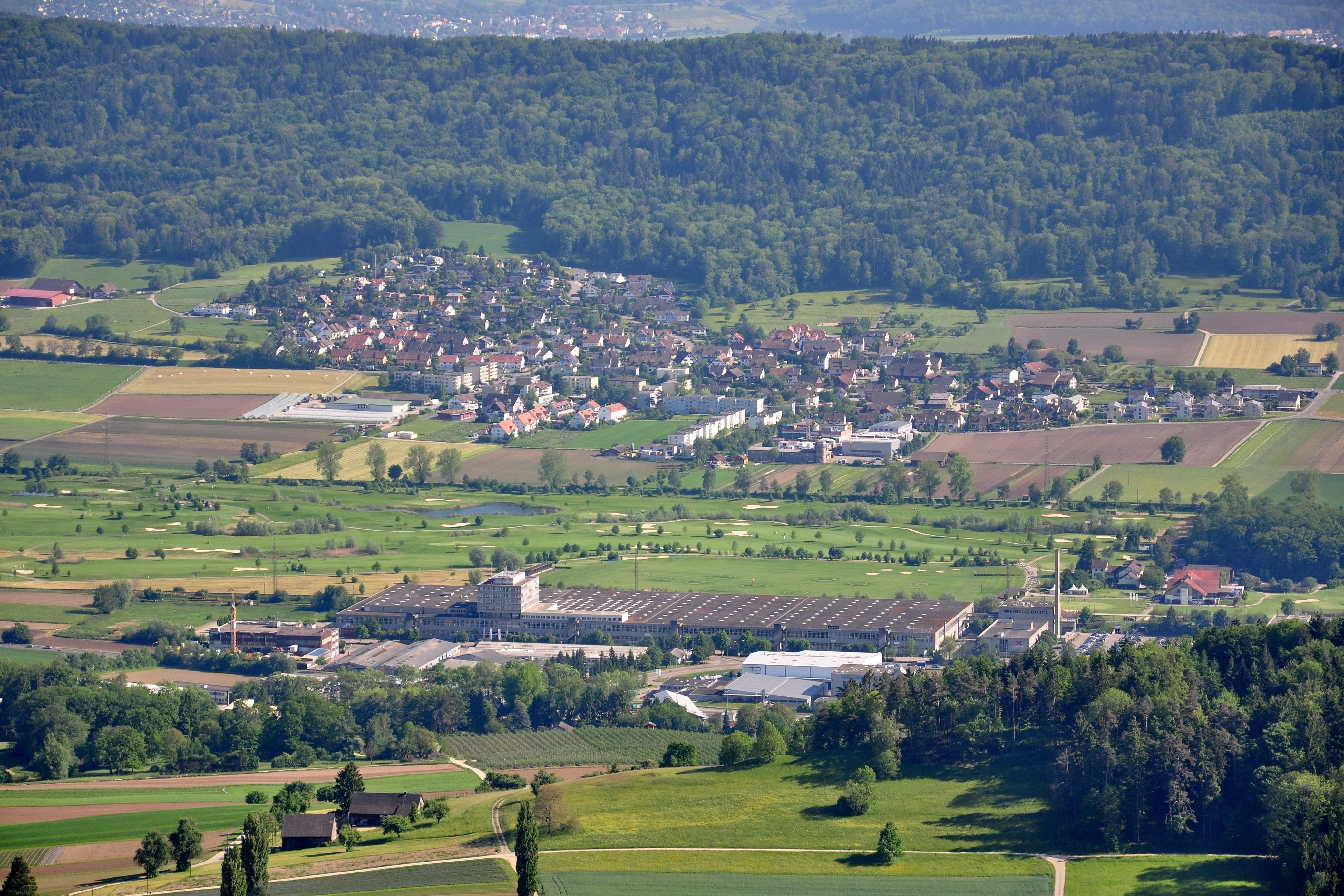
Blick vom Burghorn auf der Lägern auf Dänikon am Nordhang des Altbergs
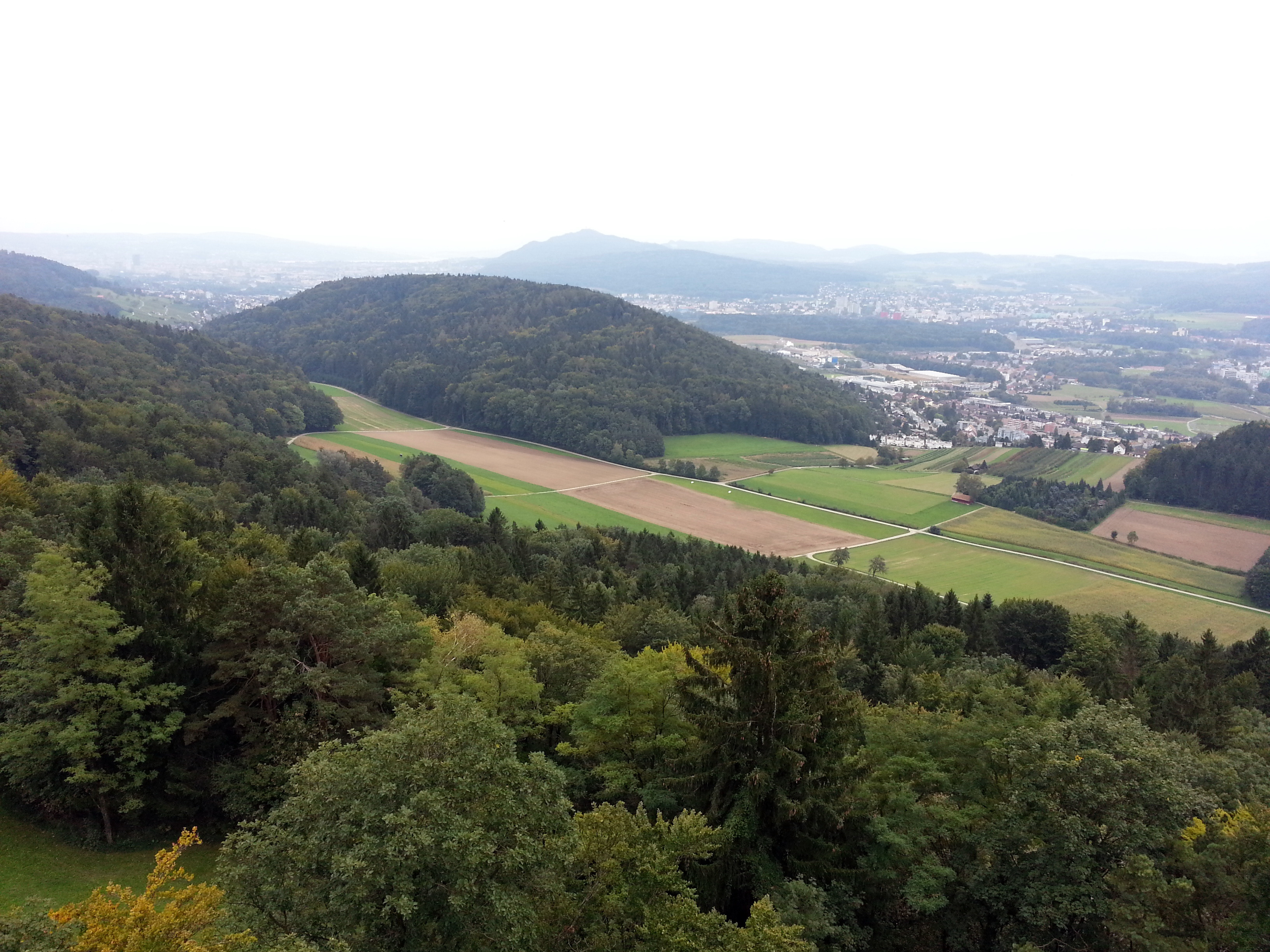
Blick vom Altberg Richtung Osten zum Hasleren (583 m ü. M.)
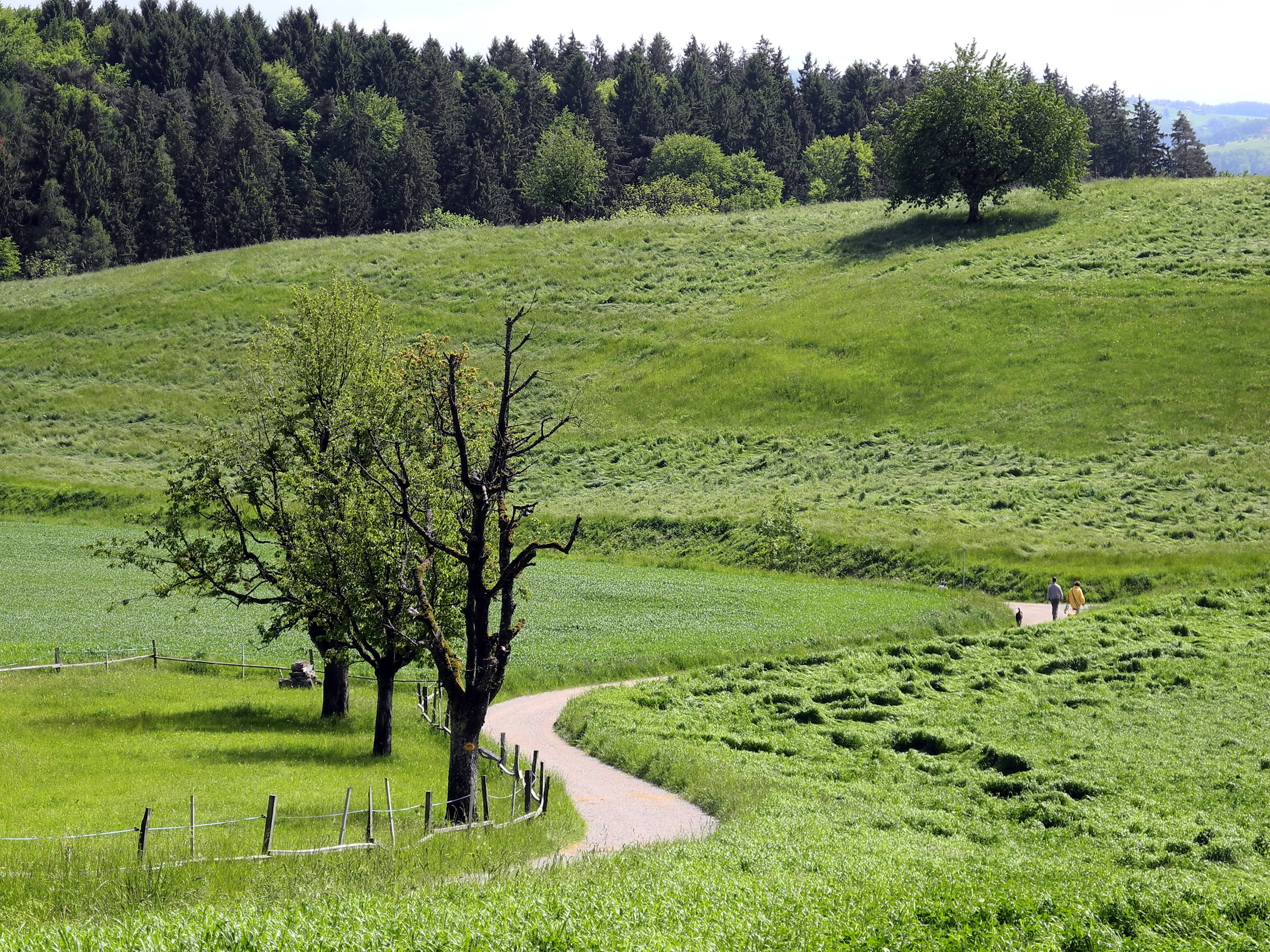
Altberg
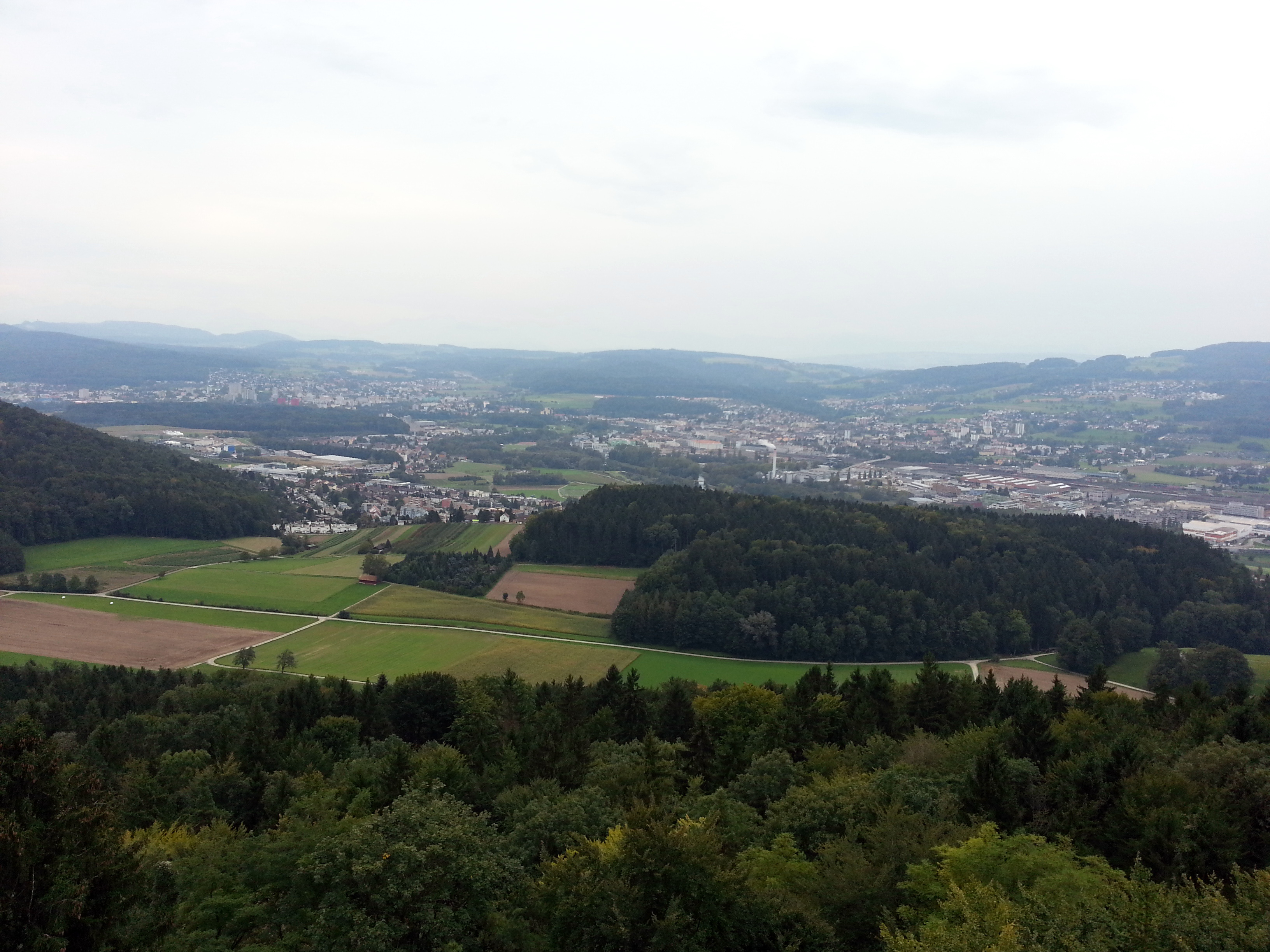
Blick vom Altberg Richtung Südosten